# بهاره علوی
بهاره علوی (۱۳۶۸ – ۱۳۹۰) از فعالان جنبش زنان و یکی از فعالان کمپین یک میلیون امضا و وبلاگنویس بود که فعالیت خود را از سال ۱۳۸۵ آغاز نمود و تلاش زیادی در زمینه آگاه‌سازی زنان و جامعه از اهداف این کمپین نمود.

## زندگی
بهاره علوی یکی از اعضای فعال کمپین یک میلیون امضا بود که توسط جمعی از فعالان جنبش زنان راه اندازی شده بود و پس از تجمع ۲۲ خرداد سال ۱۳۸۵ در میدان هفت تیر بر آن شدند که در ادامهٔ پیگیری اهدافی که در قطعنامه آن تجمع اعلام شده بود در جهت تلاش برای تغییر قوانین ناعادلانه و زن ستیز در ایران، حرکتی جمعی و هدف‌مند (کمپین) را در دستور کار خود قرار دهند. این کمپین در واقع تلاش وسیعی برای «جمع‌آوری یک میلیون امضاء» به منظور درخواست تغییر قوانین تبعیض آمیز در کشورمان است.
کاوه کرمانشاهی دوست و همراه وی در این کمپین بود که پس از دریافت جایزه هلمن-هلمت از سازمان دیده‌بان حقوق بشر در گفتگو با رادیو زمانه اعلام کرد که آن را به بهاره علوی تقدیم می‌کند. کاوه می‌گوید از جسارت‌های بهاره علوی در نوشتن بسیار آموخته‌است و متنی را منتشر نمود:
اهدای این جایزه بهانه‌ایی است برای یادآوری ارزش کار همهٔ آن کسانی که به خاطر نوشته‌ها و گفته‌های انتقادی و اعتراضی خود از سوی حاکمیت هر یک به نوعی مورد اذیت و آزار قرار گرفته‌اند. متأسفانه این عزیزان آن‌قدر زیادند که اشاره به نام هر کدام می‌تواند کم‌لطفی در حق دیگرانی باشد که حتی ممکن است نام‌شان را هم ندانیم! در این میان اما به احترام کسی که نامش بیشتر از هر کس دیگر برایم تداعی کننده شجاعت در گفتن و نوشتن است و از آنجا که مناسبت جایزه «هلمن ـ همت» نیز ارج نهادن به فعالان و نویسندگان منتقد و معترض و دلجویی از آنانی است که مورد مجازات حاکمیت‌ها قرار گرفته‌اند؛ این جایزه را از طرف خودم تقدیم می‌کنم به بهاره علوی که همیشه نوشته‌های انتقادی‌اش، به خصوص جسارتش در شکستن تابوهای جامعهٔ مردسالار برایم آموزنده و تحسین‌برانگیز بود.
علوی روز ۱۱ فروردین‌ماه در تصادفی که منجر به درگذشت پدرش شد، دچار آسیب‌دیدگی از ناحیه نخاع شد و با وجود بهبود نسبی وضعیت عمومی و مرخصی از بیمارستان، روز ششم اردیبهشت ماه در اثر عوارض ناشی از این تصادف درگذشت.

## جنبش زنان در ایران
در میان زنان ایران معاصر پویشی در جریان است که با توجه به عناصر مشترکی که در تعاریف جنبش‌های اجتماعی جدید وجود دارد می‌توان آن را یک جنبش نامید جنبشی که با چالش‌های زنان نسبت به نابرابری‌های قانونی حقوقی میان زنان و مردان و سایر مسائل آنان درحوزه‌های گوناگون زندگی مشخص می‌شود. جنبش زن، زندگی، آزادی آخرین نمود و تکامل یافته‌ترین شکل جنبش زنان در ایران به حساب می‌آید. بهاره علوی از فعالان اهل کردستان بود و جنبش اخیر در واکنش به مرگ مهسا امینی به وجود آمد.

## نامه به شورای اقتصادی و اجتماعی سازمان ملل متحد
علوی یکی از فعالان حقوق زنان بود که در سال ۲۰۱۰در نامه ای به شورای اقتصادی و اجتماعی سازمان ملل متحد دربارهٔ عضویت ایران در این سازمان هشدار داد. در این نامه آمده‌است:
ما گروهی از فعالان برابری جنسیتی معتقدیم که به خاطر حقوق زنان در سطح جهان، یک صندلی خالی برای گروه آسیا در CSW نسبت به عضویت ایران ارجحیت دارد.

## واکنش‌ها
مرگ نابهنگام بهاره علوی واکنش‌های وسیعی را در میان نویسندگان و فعالان اجتماعی کشور برانگیخت. عفت ماهباز نوشت: بهاره علوی، دختر خورشید چهره در نقاب خاک کشید، دیگر نخواهد نوشت، دیگر از کشته‌های جنبش سبز و دیگر از زندانیان نخواهد گفت، دیگر در ایمیل‌ها، رد و پایش را در فیس بوک‌ها، یادداشت‌های شور آمیزش را نخواهیم دید.
شیخی یکی از فعالان کمپین نوشت:
بهاره مصداق بارز و آشکار آن شعر سهراب است که «بزرگ بود و از اهالی امروز بود». فکر می‌کنید الان بهاره چند سالش بود که رفت. اگر اشتباه نکنم ۲۰ یا ۲۱ سال. خوب فکر می‌کنید بهاره با این سن و سالش چند سال سابقهٔ کار و فعالیت مدنی و اجتماعی برای جامعه‌ای که در آن زندگی کرده‌است، داشته‌است. کمپین یک میلیون امضا دارد پنج سالش می‌شود و من خبر دارم که از همان آغاز شروع به کار کمپین این دختر مشغول فعالیت بوده با این که سنش زیر ۱۸ بود. دختری که با ۲۱ سال سن سابقهٔ چندین سال فعالیت آموزشی و گذراندن دوره‌های روزنامه‌نگاری دارد. سابقهٔ فعالیت در جنبش زنان را دارد. بهاره خیلی هم بی‌سر و صدا کار می‌کرد. بهاره در گروه‌های «علیه خشونت‌های ناموسی» همکاری می‌کرد. بهاره با گروهی که روی «ختنهٔ زنان» مشغول تحقیق بودند هم‌کار بود. بهاره در روزنامه‌ها و وب‌سایت‌های متعدد می‌نوشت.